# Vlag van Hoofdplaat

Vlag van Hoofdplaat

De vlag van Hoofdplaat was een concept gemeentevlag voor de Zeeuwse gemeente Hoofdplaat. Deze vlag is in 1970 door ir. A.J. Beenhakker ontworpen omdat Hoofdplaat geen eigen vlag had. De beschrijving luidt: 
Twee banen van gelijke lengte van wit en blauw, met de middelste rode baan drie maal haaks gehoekt.
Rood symboliseert de dijk, die altijd bedreigd wordt door aanvallen van water (blauw) en land (wit) dat beschermd moet worden in dit dorp, gevaarlijk gelegen aan de oever van de Schelde.
Tot 1 april 1970 vormde Hoofdplaat een zelfstandige gemeente, toen ging het op in de nieuwe gemeente Oostburg en daardoor is de concept gemeentevlag geannuleerd. Later werd het ontwerp aangenomen als dorpsvlag. Op 1 januari 2003 werd de gemeente Oostburg opgeheven, sindsdien maakt Hoofdplaat deel uit van de gemeente Sluis.

## Verwante afbeelding

Het wapen van Hoofdplaat

Boschkapelle
· Cadzand
· Clinge
· Eede
· Graauw en Langendam
· Haamstede
· 's-Heer Arendskerke
· 's-Heerenhoek
· Heille
· Heinkenszand
· Hengstdijk
· Hoedekenskerke
· Hoek
· Hoofdplaat
· Koewacht
· Kwadendamme
· Nieuwerkerk
· Nieuwvliet
· Ossenisse
· Ouwerkerk
· Overslag
· Philippine
· Retranchement
· Rilland
· Scharendijke
· Serooskerke (Schouwen-Duiveland)
· Serooskerke (Veere)
· Sint Anna ter Muiden
· Sint-Annaland
· Sint Kruis
· Sirjansland
· Stoppeldijk
· Yerseke